# Kazan (rzeka)
Kazan (ang. Kazan River) – rzeka w Kanadzie, niemal w całości na obszarze terytorium Nunavut, jedynie odcinek źródłowy w Terytoriach Północno-Zachodnich. Długość rzeki wynosi 730 lub 850 km.
Rzeka wypływa z jeziora Kasba. Płynie w kierunku północno-wschodnim, przepływając m.in. przez jeziora Ennadai, Angikuni i Yathkyed. Uchodzi do jeziora Baker.